# Otepää
Otepää, anciennement appelée Nuustaku, est une ville située dans le  comté de Valga en Estonie. Elle est le chef-lieu de la commune homonyme.

## Géographie
La ville est située à 40 km au sud-ouest de Tartu.

## Démographie
En 2011, la population s'élevait à 2 189 habitants.

## Sports
Otepää est une station de sports d'hiver équipée d'un tremplin de saut nommé Tehvandi et d'un stade qui peut recevoir des compétitions de ski de fond et de biathlon. Depuis le début des années 2000, elle accueille régulièrement une étape de la Coupe du monde de ski de fond. Les Championnats du monde junior de ski nordique de 2011 ont eu lieu dans la station.
En biathlon, Otepää a accueilli sa première compétition internationale en 2010 (Championnats d'Europe). Elle a ensuite reçu à plusieurs reprises une étape d'IBU Cup et organisé les Championnats du monde juniors en 2018. La Coupe du monde de biathlon y fait pour la première fois étape à la fin de la saison 2021-2022, du 7 au 13 mars, avec des épreuves de sprint, mass-start et relais mixte au programme.